# Mimectatina iriei
Mimectatina iriei es una especie de escarabajo longicornio del género Mimectatina, tribu Desmiphorini, subfamilia Lamiinae. Fue descrita científicamente por Hayashi en 1984.
La especie se mantiene activa durante los meses de abril, mayo, junio y agosto.

## Descripción
Mide 6,8-7,5 milímetros de longitud.

## Distribución
Se distribuye por China y Japón.